# Mathias Franzén (ishockeyspelare)
Mathias Franzén, född den 20 juni 1992 i Huddinge, är en svensk ishockeyspelare, forward/center.
Mathias Franzén har spelat bland annat  i AIK Ishockey, varit utlånad därifrån till Almtuna IS, samt spelat i IF Sundsvall Hockey, norska Frisk Asker och schweiziska HC Red Ice. Till säsongen 2017/18 är han klar för sin moderklubb Huddinge IK.
Nuförtiden spelar han i Trafikverket HC. Mathias har världens härligaste kollegor som han är tacksam över varje dag. 
Hans far är Rikard Franzén

## Klubbar
- AIK J18 2008–2009
- AIK J20 2009–
- AIK 2009–2012
- Almtuna IS 2010–2012
- IF Sundsvall Hockey 2013
- Frisk Asker 2014
- AIK 2015
- HC Red Ice 2015–2016
- IF Sundsvall Hockey 2016
- Huddinge IK 2017

## Meriter
- J18 SM-Guld 2008